# 1854 w sztukach plastycznych
Wydarzenia w sztukach plastycznych i wizualnych w 1854 roku.

## Malarstwo

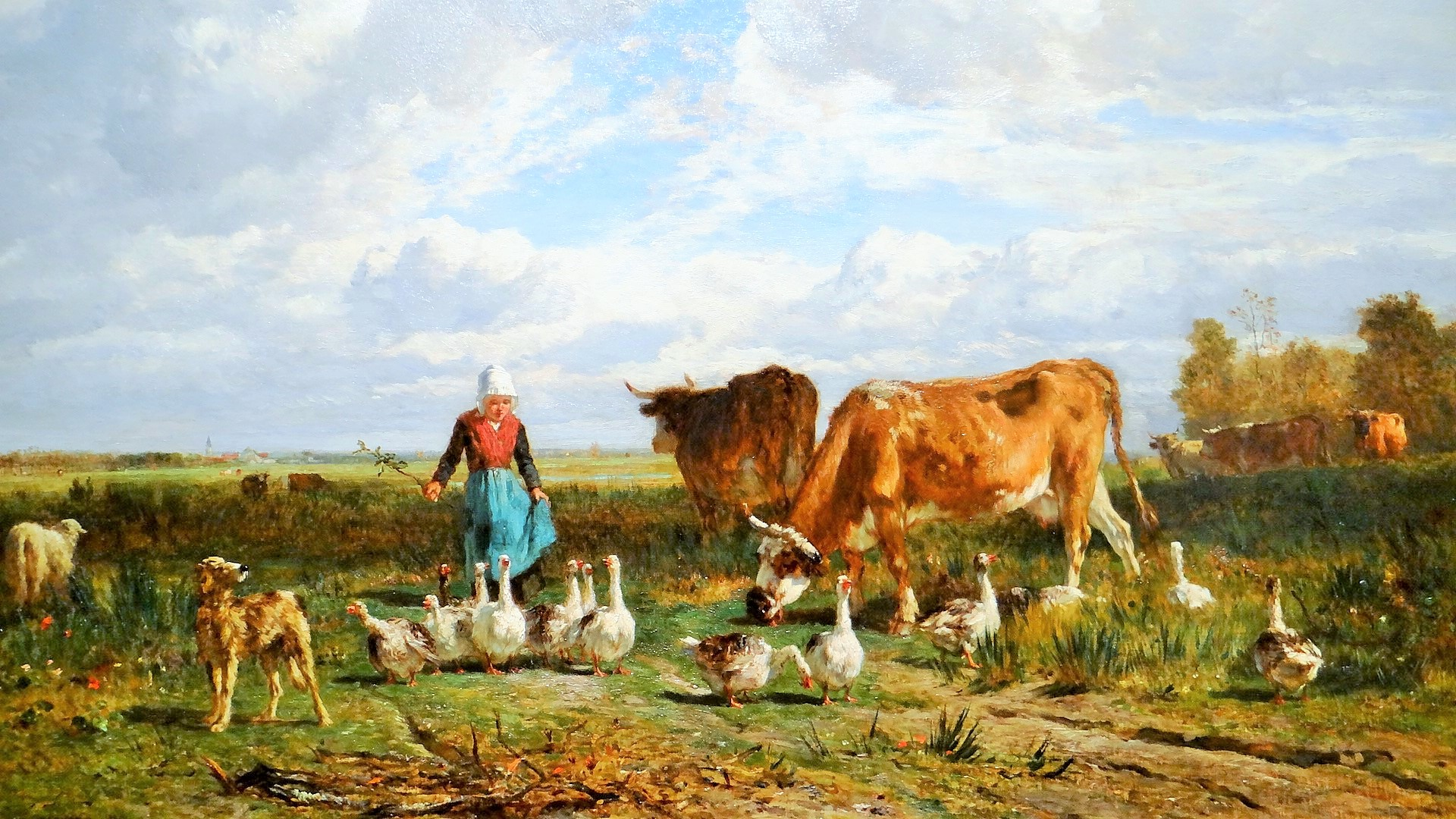
Constant Troyon, Gęsiarka

- Gustave Courbet

Przesiewanie zboża  – olej na płótnie, 131 × 167 cm
Morze w Palavas - olej na płótnie, 37 × 46 cm
- Constant Troyon

Gęsiarka – olej na płótnie, 80 x 117 cm

## Urodzeni
- 14 lutego - Giovanni Muzzioli (zm. 1894), włoski malarz
- 14 marca - Michał Korpal (zm. 1915), polski rzeźbiarz
- 19 kwietnia - Charles Angrand (zm. 1926), francuski malarz
- 21 maja - John Frederick Peto (zm. 1907), amerykański malarz
- 27 czerwca - Antonio Fabrés (zm. 1936), hiszpański malarz
- 14 lipca - Jacek Malczewski (zm. 1929), polski malarz
- 10 grudnia - Thomas Cooper Gotch (zm.  1931), angielski malarz i ilustrator

## Zmarli
- 2 lutego - Walter Deverell (ur. 1827), brytyjski malarz
- 17 lutego - John Martin (ur. 1789), brytyjski malarz i grawer
- 3 grudnia - Jan Klemens Minasowicz (ur. 1798), polski malarz, grafik
- 22 grudnia - Bengt Erland Fogelberg (ur. 1786), szwedzki rzeźbiarz